# Llista de cràters de (2867) Šteins
En aquest article només es mostra els noms oficials aprovats per la Unió Astronòmica Internacional (UAI).
Aquesta és una llista de cràters amb nom de (2867) Šteins, un asteroide del cinturó principal d'asteroides de 5 km de diàmetre, descobert el 1969 per l'astrònom Nikolai Stepànovitx Txernikh (1931-2004). Tots els cràters han estat identificats durant el sobrevol proper de la sonda espacial Rossetta, l'única que ha arribat fins ara a (2867) Šteins.
El 2019, els 23 cràters amb nom de (2867) Šteins representaven el 0,42% dels 5475 cràters amb nom del Sistema Solar. Altres cossos amb cràters amb nom són Amaltea (2), Ariel (17), Cal·listo (142), Caront (6), Ceres (115), Dàctil (2), Deimos (2), Dione (73), Encèlad (53), Epimeteu (2), Eros (37), Europa (41), Febe (24), Fobos (17), Ganímedes (132), Gaspra (31), Hiperió (4), Ida (21), Itokawa (10), Janus (4), Japet (58), Lluna (1624), Lutècia (19), Mart (1124), Mathilde (23), Mercuri (402), Mimas (35), Miranda (7), Oberó (9), Plutó (5), Proteu (1), Puck (3), Rea (128), Tebe (1), Terra (190), Tetis (50), Tità (11), Titània (15), Tritó (9), Umbriel (13), Venus (900), i Vesta (90).

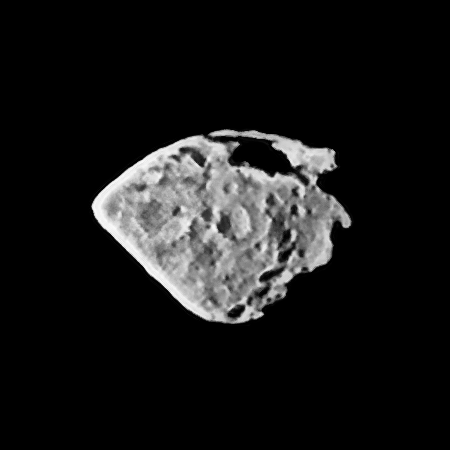
L'asteroide (2867) Šteins va ser fotografiat per primera vegada per la sonda espacial Rosetta de l'ESA amb la càmera OSIRIS el 5 de setembre de 2008. En total, s'han identificat més de 40 cràters a la superfície de Šteins; el més gran que apareix a la part superior d'aquest imatge és el cràter Diamond (2,1 km).
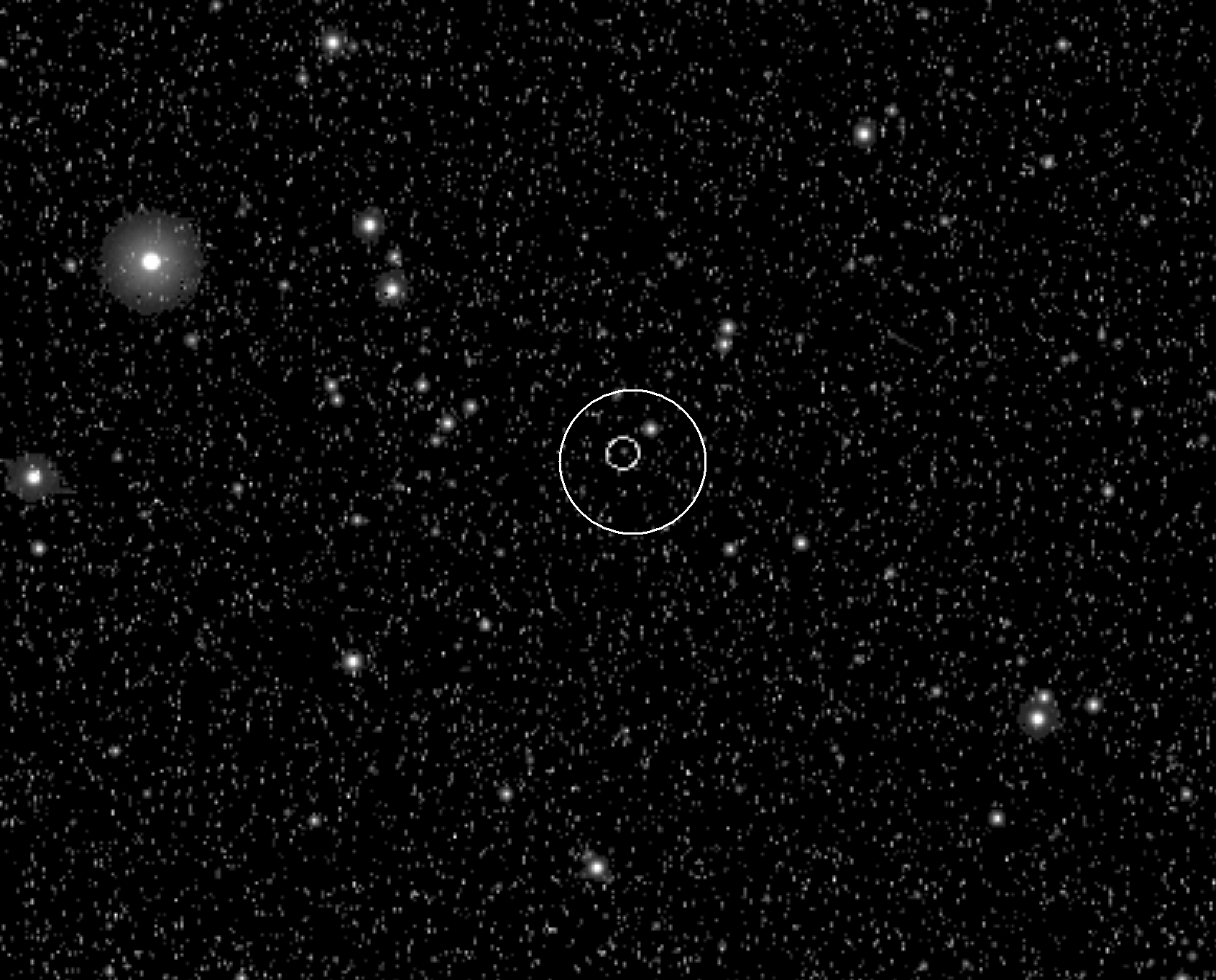
L'asteroide (2867) Šteins fotografiat per la càmera NAVCAM de la sonda espacial Rosetta el 4 d'agost de 2008, a 24 milions de quilòmetres de distància.

## Llista
Els cràters de (2867) Šteins porten noms de gemmes. Llevat de les muntanyes de Mercuri i dels mars lunars, els cràters de Šteins són les úniques característiques del sistema solar amb noms que no deriven de noms propis.
Totes les coordenades són planetocèntriques (+ Est; 0-360).
| Cràter      | Coordenades                            | Diàmetre (km) | Epònim | Ref.  |
| ----------- | -------------------------------------- | ------------- | --- | ----- |
| Agate       | 57° 36′ N, 1° 48′ E / 57.6°N,1.8°E     | 0,50          | Àgata - Varietat compacta i fibrosa de quars.                                                                                                 | WGPSN |
| Alexandrite | 7° 00′ S, 20° 42′ E / 7°S,20.7°E       | 0,31          | Alexandrita - Varietat de crisoberil que es mostra blanc, mostrant-se vermell si està il·luminat amb llum artificial i verd amb llum natural. | WGPSN |
| Almandine   | 29° 30′ N, 53° 48′ E / 29.5°N,53.8°E   | 0,52          | Almandina - Varietat de granat. | WGPSN |
| Amazonite   | 9° 36′ N, 75° 36′ E / 9.6°N,75.6°E     | 0,47          | Amazonita - Varietat verda de feldespat microclina.                                                                                           | WGPSN |
| Amethyst    | 28° 54′ N, 343° 12′ E / 28.9°N,343.2°E | 0,45          | Ametista - Varietat violeta del quars. | WGPSN |
| Aquamarine  | 7° 12′ N, 120° 18′ E / 7.2°N,120.3°E   | 0,37          | Aiguamarina- Varietat blava del beril. | WGPSN |
| Chrysoberyl | 2° 00′ S, 29° 36′ E / 2°S,29.6°E       | 1,55          | Crisoberil - Aluminat de beril, de color groc daurat. La més dura de les pedres després del diamant i el safir.                               | WGPSN |
| Citrine     | 13° 42′ N, 340° 36′ E / 13.7°N,340.6°E | 0,61          | Citrina - Varietat groga de quars. El seu color és degut a les impureses del ferro trivalent.                                                 | WGPSN |
| Diamond     | 54° 36′ S, 13° 24′ E / 54.6°S,13.4°E   | 2,10          | Diamant - Forma al·lotròpica de carboni. El més dur dels minerals.                                                                            | WGPSN |
| Emerald     | 3° 54′ S, 139° 18′ E / 3.9°S,139.3°E   | 0,52          | Maragda - Varietat de beril caracteritzat per un color verd intens.                                                                           | WGPSN |
| Garnet      | 8° 36′ S, 338° 18′ E / 8.6°S,338.3°E   | 0,39          | Granat - Grup de minerals nesosilicats. | WGPSN |
| Jade        | 18° 00′ S, 335° 18′ E / 18°S,335.3°E   | 0,26          | Jade - Mineral pertanyent als silicats. | WGPSN |
| Lapis       | 31° 30′ S, 292° 42′ E / 31.5°S,292.7°E | 0,44          | Lapislàtzuli - Roca composta per diversos minerals, amb un color blau predominant.                                                            | WGPSN |
| Malachite   | 11° 48′ N, 49° 54′ E / 11.8°N,49.9°E   | 0,47          | Malaquita - Mineral de la família dels carbonats.                                                                                             | WGPSN |
| Obsidian    | 10° 36′ S, 43° 36′ E / 10.6°S,43.6°E   | 0,51          | Obsidiana - Vidre d'origen volcànic. | WGPSN |
| Onyx        | 10° 54′ N, 8° 54′ E / 10.9°N,8.9°E     | 1,00          | Ònix - Varietat d'àgata. | WGPSN |
| Opal        | 1° 06′ N, 337° 48′ E / 1.1°N,337.8°E   | 0,40          | Òpal - Mineral amorf que presenta de diversos colors.                                                                                         | WGPSN |
| Peridot     | 25° 06′ S, 336° 00′ E / 25.1°S,336°E   | 0,27          | Peridot (o olivina) - Nesosilicats de ferro i magnesi                                                                                         | WGPSN |
| Sapphire    | 31° 18′ S, 31° 18′ E / 31.3°S,31.3°E   | 0,60          | Safir - Varietat corindó. | WGPSN |
| Topaz       | 7° 42′ S, 0° 00′ E / 7.7°S,0°E         | 0,65          | Topazi - Mineral silicat d'alumini i fluor. Aquest cràter s'utilitza per definir el primer meridià de (2867) Šteins.                          | WGPSN |
| Tourmaline  | 20° 54′ S, 347° 36′ E / 20.9°S,347.6°E | 0,22          | Turmalina - Grup de minerals que pertanyen a la classe dels ciclilicats.                                                                      | WGPSN |
| Turquoise   | 31° 36′ S, 113° 24′ E / 31.6°S,113.4°E | 0,47          | Turquesa - Mineral de color blau verdós pertanyent al sistema triclínic.                                                                      | WGPSN |
| Zircon      | 13° 30′ S, 335° 00′ E / 13.5°S,335°E   | 1,77          | Zircó - Mineral pertanyent al grup dels nesosilicats.                                                                                         | WGPSN |